# ویلیام گروس
ویلیام گروس (انگلیسی: William Gros؛ زادهٔ ۳۱ مارس ۱۹۹۲) بازیکن فوتبال اهل فرانسه است.
از باشگاه‌هایی که در آن بازی کرده‌است می‌توان به باشگاه فوتبال اولدهام اتلتیک و باشگاه فوتبال کیلمارنوک اشاره کرد.
وی همچنین در تیم ملی فوتبال ماداگاسکار بازی کرده‌است.